# Bois-Grenier
Bois-Grenier är en kommun i departementet Nord i regionen Hauts-de-France i norra Frankrike. Kommunen ligger i kantonen Armentières som tillhör arrondissementet Lille. År 2022 hade Bois-Grenier 1 784 invånare.

## Befolkningsutveckling
Antalet invånare i kommunen Bois-Grenier
| Referens: INSEE |